# Стефанія Бейлін
Стефанія Бейлін, пол. Stefania Beylin (28 вересня 1900, за іншими джерелами 29 серпня 1906, Варшава — 24 липня 1989, Варшава) — польська письменниця, перекладачка творів Андерсена та оглядачка фільмів.
Походила з родини з єврейським корінням. Закінчила факультет польської та німецької філології у Варшавському університеті, де захистила докторську дисертацію. В 30-х роках разом із старшою сестрою Кароліною Бейлін під псевдонімом опублікувала романи, що набули популярності «Подвійне обличчя» (1930), «Пацієнт лікаря Юлії» (1935), «Серця за столами» (1935), «Фабрика молодості»  (1936), «Голос великої пригоди» (1936), «Справа Йоани Дорнової» (1936), «Цілком таємно» (1938). Разом зі Станіславом Савіцьким переклала з німецької на польську мову більшість казок Андерсена, що були видані в 1931 році шеститомним виданням. Переклад багаторазово перевидавався (востаннє в 2010). Під час СВ ІІ переховувалася через своє походження. Після війни видала три книги присвячені історії кіно: «Про чудеса, чари та примар екрану (O cudach, czarach i upiorach ekranu)», 1957; «Розкажу, як це було… (A jak to było, opowiem…)», 1958; «На стрічці спогадів (Na taśmie wspomnień)», 1962; «Новини та новинки кіно 1896–1939 (Nowiny i nowinki filmowe 1896–1939)», 1973.